# Matías Rey
Matías Rey (Buenos Aires, 1 de diciembre de 1984) es un jugador argentino de hockey sobre césped. Forma parte de la Selección nacional. Se formó en el Club San Fernando, con el que fue campeón metropolitano en 2003 y 2006.
Es hermano del también exjugador de hockey Lucas Rey.

## Carrera deportiva
Matías Rey se formó en las categorías inferiores del Club San Fernando. En 2000 comenzó a jugar en mayores en su club y en 2002, con 20 años, debutó en la selección nacional.
- 2005: integró la Selección juvenil argentina que fue campeona panamericana en Cuba y campeona mundial en Róterdam, primer título mundial de una Selección masculina de hockey.[2]
- 2006: campeón metropolitano.
- 2007: campeón del Champions Challenge.
- 2014: medalla de bronce en el Campeonato Mundial.
- 2016: medalla de oro en los Juegos Olímpicos de Río de Janeiro 2016.